# Сана (дем Полигирос)
Вижте пояснителната страница за други населени места с името Сана.
Сана (на гръцки: Σανά) е село в Егейска Македония, Гърция, част от дем Полигирос в административна област Централна Македония.

## География
Сана е разположен в центъра на Халкидическия полуостров между планините Хортач и Холомонда.

## История
Църквата „Свети Архангели“ в Сана е от 1830 година. Александър Синве („Les Grecs de l’Empire Ottoman. Etude Statistique et Ethnographique“), който се основава на гръцки данни, в 1878 година пише, че в Сана (Sana), Ардамерска епархия, живеят 600 гърци. Към 1900 година според статистиката на Васил Кънчов („Македония. Етнография и статистика“) в Сине (Асана) живеят 400 жители гърци християни.
В 1912 година, по време на Балканската война, в Сана влизат гръцки части и след Междусъюзническата война в 1913 година остава в Гърция.